# Cự Khê
Cự Khê là xã cực bắc của huyện Thanh Oai, thành phố Hà Nội, Việt Nam.
Đây là xã nằm giáp ranh giữa quận Hà Đông và huyện Thanh Trì , có Dự án đường trục phía nam Hà Nội đi qua. Xã Cự Khê nổi tiếng với làng cổ Cự Đà nằm bên sông Nhuệ. Nghề làm tương, làm miến Cự Đà.

## Địa lý
Xã Cự Khê có diện tích 5,76 km², dân số năm 2022 là 23.000 người, mật độ dân số đạt 3.993 người/km².
Địa giới hành chính:
- Phía đông giáp: xã Tả Thanh Oai (Thanh Trì)
- Phía tây giáp: phường Phú Lương, quận Hà Đông
- Phía nam giáp: giáp các xã Bích Hòa, Bình Minh, Mỹ Hưng của huyện Thanh Oai.
- Phía bắc giáp: phường Kiến Hưng (Hà Đông) và xã Hữu Hòa (Thanh Trì)

## Hành chính
Xã gồm có 3 làng: Khê Tang, Khúc Thủy và Cự Đà. Làng Khúc Thủy và Cự Đà quanh co uốn lượn theo dòng Nhuệ giang cổ kính. Trong khi đó làng Khê Tang thuần nông tách biệt với 2 làng còn lại. Từ ngày 1/8/2008, Hà Tây sáp nhập về Hà Nội, đồng thời tuyến đường trục phía Nam chạy quay cơ bản làm thay đổi diện mạo giao thông, kinh tế và đời sống dân cư nơi đây.

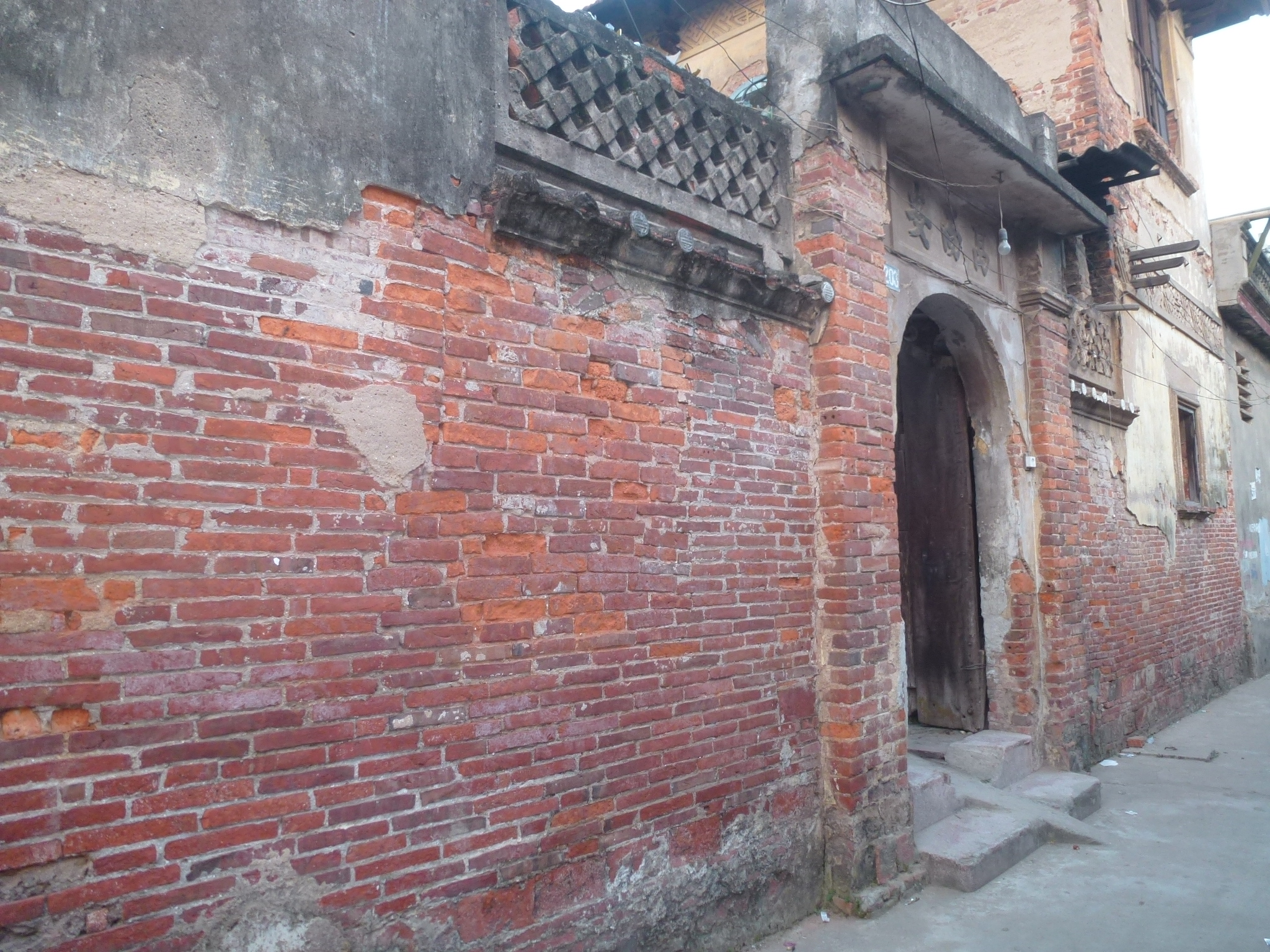
Một ngôi nhà cổ ở làng Cự Đà

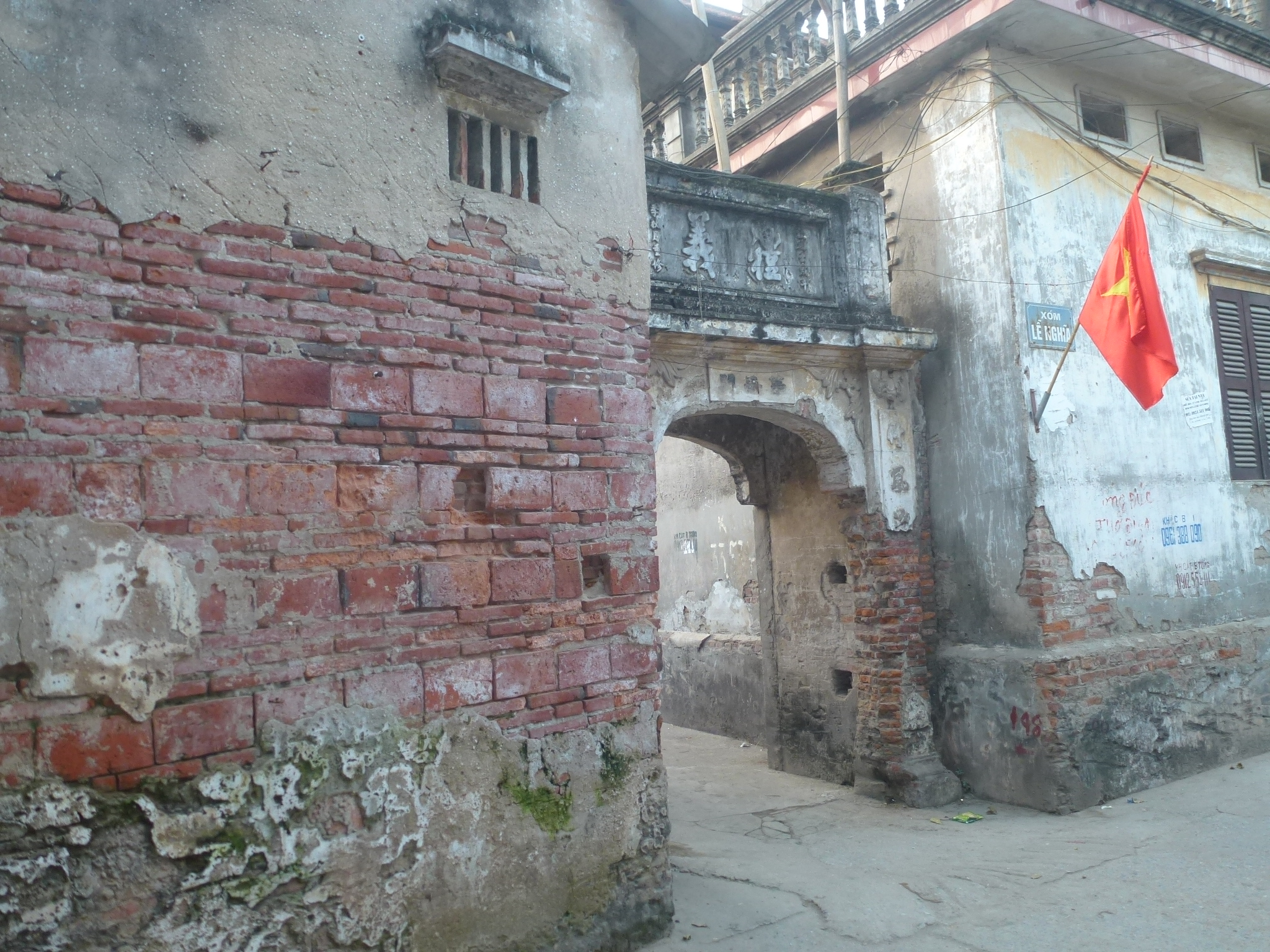
Một ngõ xóm ở làng Cự Đà

## Giao thông
Các tuyến, hệ thống giao thông quan trọng qua xã Cự Khê:
- Đường trục phía nam Hà Nội
- Hệ thống xe buýt: Tuyến 85, 103A, 103B.

## Hạ tầng
Khu đô thị Thanh Hà.

## Đặc sản

### Đặc sản cổ truyền
- Tương nếp Cự Đà
- Miến rong Cự Đà
- Cà Khúc Thủy.

### Tiểu hổ Cự Khê
Không chỉ nổi tiếng với những đặc sản truyền thống như miến, tương... Ngày nay, nhắc tới Cự Khê người ta đã nghĩ ngay đến các món ăn từ tiểu hổ tập trung nhiều nhất là ở thôn Cự Đà. Món này còn lan sang cả thôn Khúc Thủy và cả thôn Phú Diễn, huyện Thanh Trì.

## Văn hóa

### Làng cổ Cự Đà
Nếu Đường Lâm là làng Việt cổ điển hình của vùng trung du, thì Cự Đà lại là ngôi làng cổ mang những đặc trưng cơ bản nhất của làng cổ ven sông. Cho đến nay, trải qua nhiều biến cố, thăng trầm của lịch sử, làng vẫn giữ được gần như vẹn nguyên so với thuở ban đầu…
Đây là làng vẫn còn giữ được một nền kiến trúc xây dựng cổ xưa, đặc biệt trên vùng châu thổ sông Hồng như chùa Linh Minh, đình Thượng, đình Trung, nơi có những dòng tộc lâu đời như họ Trịnh, Đinh, Vũ, Vương...
Hằng năm, cứ vào đúng ngày 14 tháng giêng âm lịch, người dân làng Cự Đà lại nô nức tổ chức lễ hội Đại kỳ phúc; còn lễ Đại đám tổ chức 5 năm một lần. Năm 2015, làng Cự Đà sẽ tổ chức Đại đám, tiến hành lễ rước nhị thánh: Vũ Lôi thần uy Đại vương (có công đánh giặc Ân thời Hùng Vương thứ VI và Hoàng Thông phả độ Đại vương (tướng nhà Đinh, thời Vua Đinh Tiên Hoàng) được dân làng thờ làm Thành hoàng.
- Lãnh đạo
Bí thư đảng ủy: Vũ Thanh Ngọc
Chủ tịch HDND: Phạm Hồng Dương
Chủ tịch UBND: Đặng Anh Phương

### Chùa Thắng Nghiêm
Chùa Thắng Nghiêm ở thôn Khúc Thủy là ngôi chùa cổ ngàn tuổi là nơi tu hành và ghé thăm của nhiều vua chúa, danh tướng từ thời Lý, Trần... Di tích đã được Bộ văn hóa thông tin xếp hạng cấp quốc gia năm 1991.